# Yuli Daniel
Yuli Márkovich Daniel, ruso: Юлий Мáркович Даниэль, transliterado académicamente como o Julij Márkovič Daniel'  (15 de noviembre de 1925 – 30 de diciembre de 1988) fue un destacado disidente soviético, además de escritor, poeta y traductor. Su disidencia con el régimen de la URSS lo convertiría en un preso de conciencia (o prisionero político) y en un superviviente de los campos de trabajos forzados del sistema Gulag. Solía frecuentemente escribir bajo los seudónimos Nikolái Arzhak (Николай Аржак) y Yu. Petrov (Ю. Петров).

## Primeros años y Segunda Guerra Mundial
Yuli Daniel nació en Moscú en el seno de la familia del dramaturgo de origen yídish M. Daniel (Mark Naúmovich Meyeróvich, en ruso: Марк Наумович Меерович), quien adoptaría el seudónimo de Daniel. La famosa marcha del movimiento de jóvenes pioneros soviéticos, Oрлёнок (transliterado como Orliónok, “joven águila”, Орлёнок (песня)), había sido originalmente escrita para una de sus obras de teatro.
El tío de Daniel había sido un ardiente revolucionario bajo el seudónimo “Liberten” y que había llegado a actuar en el Komintern. Sin embargo, pereció durante la Gran Purga estalinista de 1936-38. En 1942, durante la Gran Guerra Patria (nombre soviético y ruso del Frente Oriental de la Segunda Guerra Mundial, Daniel mintió acerca de su entonces edad y así pudo alistarse como voluntario para combatir en el frente. Luchó en el Segundo frente ucraniano y en el Tercero bielorruso respectivamente. En 1944 (ya durante la ofensiva del Ejército Rojo posterior a su victoria en la batalla de Stalingrado), resultó críticamente herido en sus piernas y, en consecuencia, fue dado de baja.

## Escritura y arresto
En 1950, se graduó en el Instituto Pedagógico de Moscú y comenzó a trabajar como maestro en las regiones de Kaluga y de Moscú. Posteriormente realizaría traducciones de poemas de varios idiomas extranjeros, incluido el español, y las publicaría.
Daniel y su amigo Andréi Siniavsky también escribieron novelas de sátira política y contrabandearon sus manuscritos a Francia para ser publicados bajo seudónimos (toda una osadía en la Unión Soviética de aquellos años; véase el término samizdat). Se casó con Larisa Bogoraz quien posteriormente también se convertiría en disidente relevante.
En 1965, Daniel y Siniavsky fueron arrestados en lo que en Occidente sería conocido como el infame Proceso de Siniavski–Daniel. El 14 de febrero de 1966, Daniel fue sentenciado a cinco años de trabajos forzados, debido a su “actividad antisoviética” (frente a los siete años de la condena de su amigo). Ambos escritores se (auto)declararon no culpables, algo virtualmente sin precedentes en una URSS que durante el anterior período estalinista se había acostumbrado a las confesiones forzadas (muchas veces por parte de inocentes).

## Años posteriores e influencia
Según Fred Coleman, "Los historiadores ahora no tiene dificultad en señalar el nacimiento del moderno movimiento disidente soviético. Comenzó en febrero de 1966 con el juicio de Andréi Siniavsky y de Yuli Daniel, dos escritores rusos que ridiculizaron al régimen comunista en sátiras contrabandeadas hacia el exterior y publicadas bajo seudónimos. En ese tiempo ellos no se dieron cuenta de que estaban comenzando un movimiento que ayudaría a poner fin al gobierno comunista”

Luego de haber pasado cuatro años de cautiverio en el campo de trabajos forzados del Gulag en Mordovia y un año adicional en la prisión Central de Vladímir, Daniel se negó a emigrar (a pesar de ser algo relativamente común entre los disidentes soviéticos a los que se les otorgaba esa opción) y prefirió vivir en la ciudad de Kaluga.
Antes de su muerte, Bulat Okudzhava reconoció que algunas de las traducciones publicadas bajo su nombre fueron en realidad realizadas por Daniel (actuando como escritor fantasma), quien en ese momento se encontraba entre la lista de autores prohibidos por el régimen comunista soviético.